# Mare de Déu del Camp
La Mare de Déu del Camp, també anomenada Santa Maria d'Aramunt, és una ermita romànica del poble d'Aramunt, pertanyent al municipi de Conca de Dalt, al Pallars Jussà. Fins al 1969 formava part del terme municipal d'Aramunt.

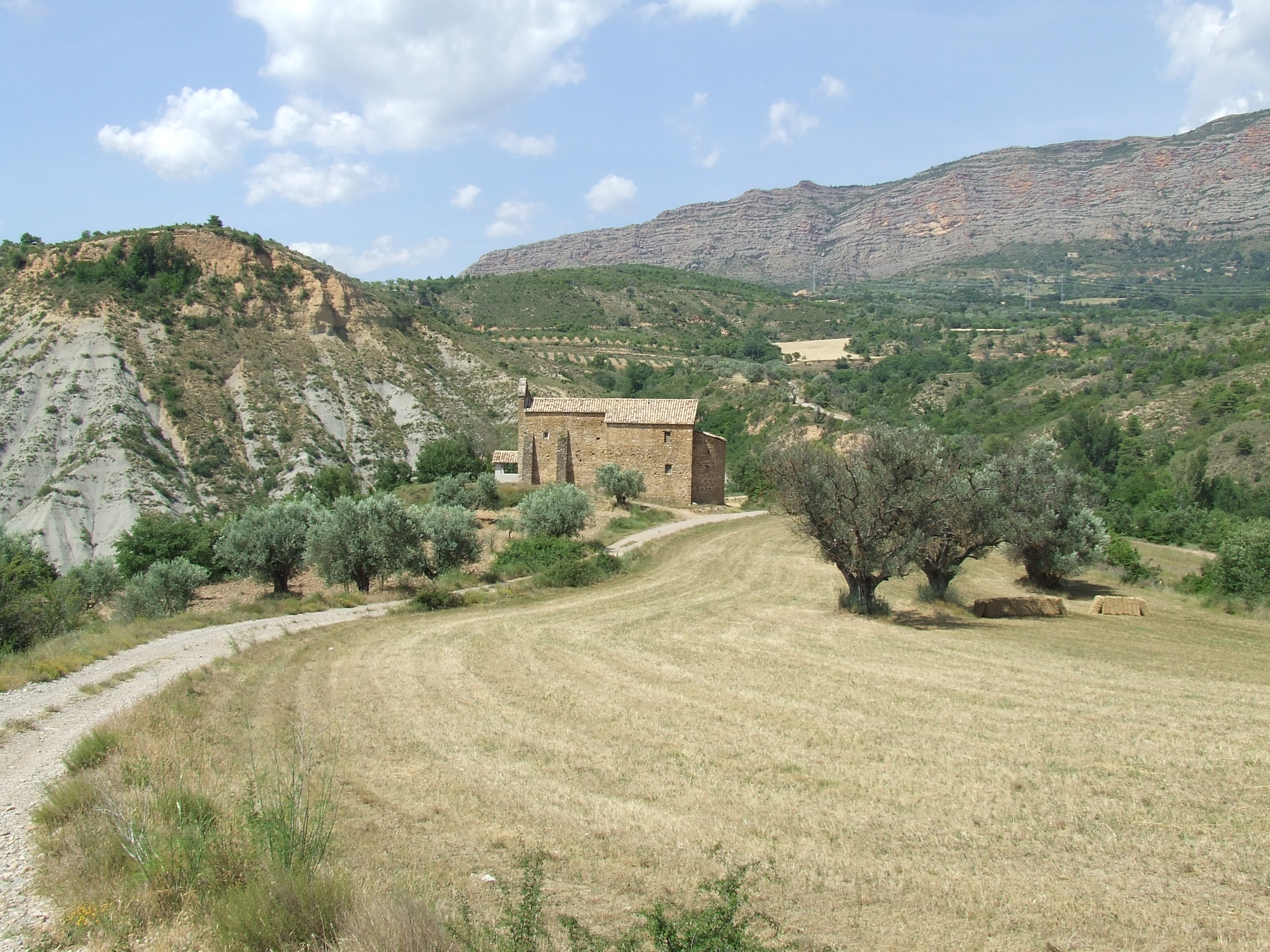
La Mare de Déu del Camp en el seu entorn

Està situada poc més de 400 metres al nord-est del poble d'Aramunt Vell, al peu de la pista que des de les Eres porta a l'antic poble d'Aramunt Vell.
Tot i que inicialment era romànica, cosa que es mostra encara en la construcció actual, ha sofert amb el pas dels segles notables modificacions, que la van desfigurar una mica.
És d'una sola nau, capçada a llevant per un únic absis semicircular, de mesures bastant considerables, tot el conjunt. Davant de la porta, situada a la façana occidental, hi ha un porxo que n'aixopluga l'entrada, com no és estrany de trobar a les esglésies pirinenques.
| L'absis | El porxo |
| L'absis | El porxo |